# Syssel
Syssel (of sysle (Noors)) is de middeleeuwse naam voor een bestuurlijk gebied (overeenkomend met het huidige provincie) in Noorwegen. In Denemarken schijnt het vooral een kerkelijke bestuurskundige eenheid te zijn geweest. 

## Denemarken
Denemarken was niet geheel ingedeeld in sysler (meervoud). Van twee van de grotere gebieden (Jutland en Seeland) is het bekend dat de indeling werd voorbereid, deze schijnt echter nooit door de overheid in gebruik te zijn genomen voor Seeland. 

### Jutland
Jutland telde 14 sysler. Hier is, in tegenstelling tot Seeland, bekend welke Herred deel uitmaakte van de verschillende sysler. Hoe de grenzen tussen de sysler waren en of de grenzen van de herreder en de sysler overeenkwamen is onbekend. Wat bekend is, is welke herreder in de verschillende syssel ingedeeld waren.

Voor een overzicht van de middeleeuwse indeling van Jutland in sysler en herreder, zie de indeling in sysler en herred.

### Seeland
Omtrent het functioneren van de bestuurskundige eenheid syssel is weinig bekend, zij het welke geografische gebieden het betrof, of hoe het bestierd werd. Men denkt dat de kerk Seeland ingedeeld had in sysselprovstier (een provsti (Deens) is een geografisch gebied dat onderdeel is van een bisdom). Het zou dus mogelijk zijn dat dit een geografische eenheid was, kleiner dan een bisdom en groter dan een gemeente/parochie.

## Noorwegen
Vanaf ongeveer 1150 werd Noorwegen ingedeeld in ongeveer 50 sysler.  Deze gebieden varieerden in areaal en aantal inwoners.
In de late Middeleeuwen wordt het begrip naderhand vervangen door len, doch zonder grote wijzigingen van de oude bestuurskundige structuur en fysieke grenzen. De hoogste ambtenaar werd (en wordt) sysselmann genoemd.
De indeling van Noorwegen in sysler worden onderaan opgesomd.

## Vandaag
Vandaag nog zijn er in Noorwegen en Denemarken sporen te vinden in geografische namen, bijvoorbeeld Borgarsyssel in Østfold (Noorwegen) en Vendsyssel in het noorden van Denemarken. Verder wordt nog steeds de hoogste ambtenaar van de Noorse staat te Spitsbergen sysselmann genoemd.

## De middeleeuwse indeling

### Jutland
Er waren 14 sysler en 99 herreder.
- Vend Syssel

Horns, Vennebjerg, Børglum, Jerslev, Hvetbo en Kær Herred.
- Thy Syssel

Han, Hillerslev, Hundborg, Hassing en Refs Herred.
- Himmer Syssel

Slet, Hornum, Fleskum, Hellum, Hindsted, Års, Gislum en Rinds Herred.
- Hard Syssel

Vandflukt, Skodborg, Hjerm, Ginding, Ulfborg, Hind, Bølling en Hammerum Herred.
- Salling Syssel

Harre, Nørre, Rødding, Hindborg en Fjends Herred.
- Ommer Syssel

Nørlyng, Sønderlyng, Viborg en Middelsom Herred.
- Åbo Syssel

Rougsø, Sønderhald, Djurs nørre, Djurs søndre, Mols, Galten, Houlbjerg, Gjern, Hjelmslev, Ning, Hasle, Sabro, Østre Lisbjerg, Vestre Lisbjerg en Framlev Herred.
- Lover Syssel

Lysgård, Hids, Vrads, Tyrsting, Nim, Voer, Hads, Bjerre en Hatting Herred.
- Jelling Syssel

Nørvang en Tørrild Herred.
- Almind Syssel

Jerlev, Holmans, Andst, Brusk en Elbo Herred.
- Varde Syssel

Nørre Horne, Østre Horne, Vestre Horne, Skast, Gørding en Malt Herred.
- Barvid Syssel

Kalvslund, Frøs, Gram, Tyrstrup, Haderslev, Nørre Rangstrup en Søndre Rangstrup Herred.
- Ellum Syssel

Hviding, Lø, Højer, Tønder, Lovtrup (Slogs), Rise, Kiplev (Lundtoft), Sundeved (Nybøl) en Kær Herred.
- Isted Syssel

Bøking, Nørre Gøs, Søndre Gøs, Vis, Husby, Ugle, Ny, Strukstrup, Sils en Arns Herred.

### Noorwegen
Er waren ongeveer 50 sysler.
- De Noorse sysler

Alstadhaug, Borgar, Hålogaland, Lista, Oslo, Skidho, Tønsbergs syssel.